# 二硫酸ナトリウム
二硫酸ナトリウム（にりゅうさんナトリウム、Sodium pyrosulfate）は、化学式Na2S2O7の化合物であり、二硫酸のナトリウム塩である。ピロ硫酸ナトリウムとも言う。硫酸水素ナトリウムの脱水によって得られる。三酸化硫黄を製造するための中間体である。